# Servitute

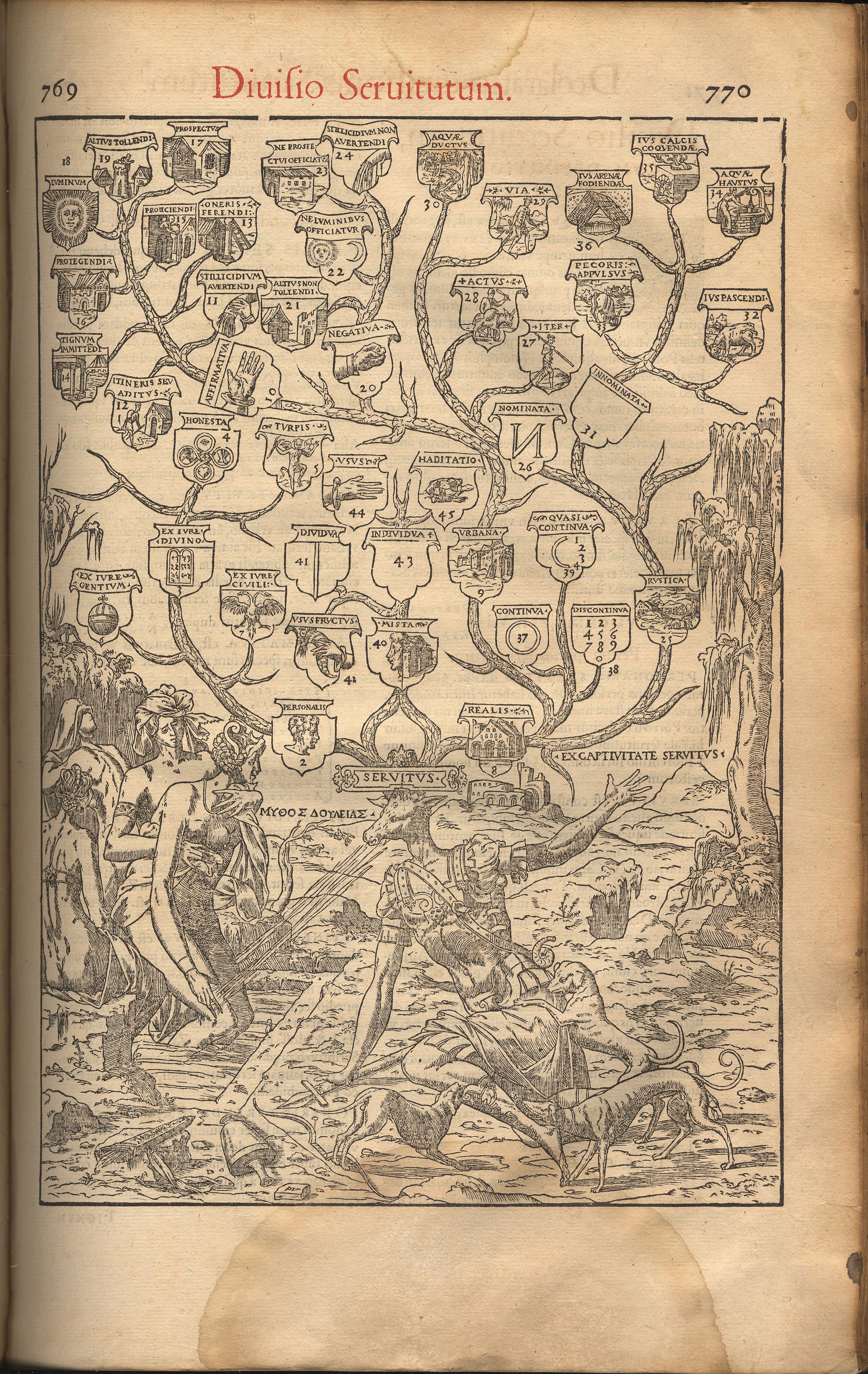
Pomul servituților lui Pierre Eskrich (c.1548-1550)

O servitute este un drept real ce constă într-o sarcină asupra unui imobil, numit fond funciar aservit, în favoarea unui alt imobil, numit fond dominant. O servitute poate lua naștere prin constituire, prin uzucapiune sau poate fi impusă prin lege. Sarcina pe care o servitute o impune fondului aservit constă în obligația de a tolera sau de a nu face ceva pe, deasupra sau dedesubtul unuia dintre cele două imobile.
În actul de constituire a unei servitute se poate prevedea proprietarul fondului dominant să plătească periodic o sumă de bani, numită retribuție, proprietarului fondului aservit. Uzucapiunea implică faptul că o acțiune a fost tolerată o perioadă lungă de timp și, prin urmare, această tolerare se transformă într-o obligație. În cazul unei vânzări, servitutea se păstrează, iar noului proprietar îi este comunicat acest lucru.

## Dreptul de servitute
Servituțile pot fi clasificate în funcție de natura dreptului conferit. Printre cele mai comune se numără:
- Dreptul de lumină, permite unui proprietar să beneficieze de o cantitate minimă de lumină printr-o deschidere (ex. fereastră) dintr-o clădire.
- Dreptul de trecere aeriană, permite survolarea unei proprietăți peste o anumită înălțime, de exemplu pentru activități agricole aviatice.
- Servitutea de cale ferată, dreptul de a construi sau opera o cale ferată pe o proprietate.
- Servitute pentru utilități, include conducte de apă, canalizare, linii electrice, cabluri de telecomunicații etc.
- Drept de vedere, interzice blocarea unei priveliști sau permite tăierea vegetației obstructive. În trecut, terenurile din jurul unui fort erau împovărate cu servituți militare non-aedificandi, pentru a păstra un câmp vizual liber în caz de război.
- Drept de acces pietonal sau rutier, acordă acces unei proprietăți izolate prin traversarea unui teren vecin. La locuințe, se întâmplă adesea ca grădina din spate să fie accesibilă printr-o alee, chiar dacă ușa din față dă spre drumul public. În asemenea cazuri, există o servitute, iar fondul dominant contribuie la întreținerea aleii.
- Servitute de recreere, permite utilizarea unui teren pentru activități precum drumeții, echitație, pescuit etc., în baza unor convenții.
- Servitute de conservare, restricționează dezvoltarea pentru a proteja mediul natural.
- Servitute de sprijin lateral/subjacent, interzice săparea sau excavarea care ar afecta stabilitatea terenului vecin.
- Servitute de comunicații, pentru rețele de telefonie, internet sau turnuri de comunicații.
- Drept de acces la plajă, permite accesul la o plajă publică traversând terenuri private (în unele jurisdicții).
- Dreptul de pășunat sau de circulație pentru animale.